# Joseph Jackson
Pour les articles homonymes, voir Jackson et Joe Jackson (homonymie).
Joseph Walter Jackson, dit « Joe » Jackson, né le 26 juillet 1928 à Fountain Hill (Arkansas) et mort le 27 juin 2018 à Las Vegas (Nevada), est un directeur artistique américain et le patriarche des artistes de la famille Jackson, qui comprend notamment, pour les plus célèbres, Michael Jackson, Janet Jackson et Jermaine Jackson.
Il est connu pour avoir été le manager tyrannique de tous ses enfants, et surtout des Jackson Five, le groupe composé de cinq de ses enfants.

## Biographie

### Jeunesse et origines
Joseph Walter Jackson, dit Joe Jackson, est né le 26 juillet 1928 à Fountain Hill dans l'Arkansas (bien que selon le Black Hall of Fame et le livre de Katerine Jackson, il serait né en 1929). Il est le fils de Crystal Lee King (née en 1907 et morte en 1992) et de Samuel Jackson (né en 1893 à Amite dans le Mississippi et mort en 1993), un professeur dans un lycée afro-américain, lequel était le fils d'un ancien esclave. Joseph Jackson est l'aîné d'une famille de cinq enfants. 
Lorsqu'il est âgé de 12 ans, ses parents divorcent, et Joe Jackson part vivre avec son père à Oakland en Californie près de San Francisco. Joe Jackson reçoit une éducation très stricte de la part de son père Samuel, qui lui donne plus de coups que d'affection. Joe commence alors une carrière de boxeur amateur.
En 1947, il déménage à East Chicago dans l’Indiana, pour vivre plus près de sa mère.
Après un bref premier mariage infructueux (1947-1948), il rencontre Katherine Esther Scruse, avec qui il se marie en secondes noces en 1949. Joe et Katherine Jackson déménagent à Gary, une petite ville ouvrière de l'Indiana, où Joe trouve du travail dans une aciérie. Le couple emménage dans un quartier noir de la ville, au 2300 Jackson Street, dans une petite maison qui ne  compte que deux pièces. Il aura dix enfants entre 1950 et 1966 : sept garçons et trois filles.
Durant les mêmes années, Joe fonde le groupe de musique The Falcons avec lequel il joue dans de petites salles de l'Indiana. Il joue de la guitare au sein de cette formation qui ne dépassera pas une notoriété locale.

### Jackson Five
Joe presse très tôt le talent de ses enfants et en 1962, il décide de produire ses trois fils aînés Jackie, Tito et Jermaine sous le nom The Jackson Brothers en y associant deux autres enfants du voisinage. Trois ans plus tard, ses deux autres fils, Marlon et Michael sont assez grands pour rejoindre le groupe qui est renommé pour l'occasion The Jackson Five.
Le succès sera rapide. Au milieu des années 1960, Joe signe pour le groupe un contrat avec la Motown et fait notamment jouer le groupe à Las Vegas. Pendant la période où Joe Jackson était le gérant du groupe, il dirigeait ses enfants très durement (il appelait ainsi parfois son fils Michael « Big Nose »), les faisant constamment répéter et les punissant parfois sévèrement. Ces paroles marqueront Michael pour le restant de sa vie et créera en lui un complexe vis-à-vis de son nez, subissant par la suite plusieurs rhinoplasties.
À la mort de Michael Jackson, les enfants du chanteur ont été confiés à Katherine Jackson; Joe Jackson aurait déclaré ne pas vouloir s'investir dans l'éducation de ses petits-enfants : « J'ai toujours eu une relation très étroite avec ces petits-enfants, depuis leur naissance. Je leur ai rendu visite de temps en temps dans leur résidence familiale et je continuerai à le faire, mais je ne veux pas être impliqué dans leur éducation », bien que certaines rumeurs lui prêtaient l'intention de vouloir monter les « Jackson Three » avec ses trois petits-enfants, rumeur démentie par Joe Jackson.

### Dernières années
En novembre 2012, il est hospitalisé pour un AVC. Le 27 juillet 2015, jour de ses 87 ans qu'il fête à Sao Paulo, il est hospitalisé pour un deuxième AVC qui l'aurait rendu provisoirement aveugle. En mai 2016, il est de nouveau hospitalisé pour une forte fièvre.
Le 30 juin 2017, il est victime d'un accident de la route au cours duquel il était avec son assistant lorsqu'un autre véhicule percute le sien.
En juin 2018, il est à nouveau hospitalisé pour un cancer du pancréas en phase terminale. Il en meurt le 27 juin 2018 à l'âge de 89 ans, 9 ans et 2 jours après son fils Michael.

## Vie privée
Joe Jackson et Katherine Jackson ont ensemble 10 enfants : Rebbie (1950), Jackie (1951), Tito (1953-2024), Jermaine (1954), La Toya (1956), Marlon (1957), Brandon (1957-1957), Michael (1958-2009), Randy (1961) et Janet (1966). Marlon et Brandon sont des jumeaux, Brandon est mort quelques heures après sa naissance.
|  |  |                       |                       |                       |                       |                       |                       |  |  |                       |                       |                       |                       |                       |                       |  |  |                          |                          |                          |                          |                          |                          |  |  | Samuel Jackson (1893-1993) | Samuel Jackson (1893-1993) | Samuel Jackson (1893-1993) | Samuel Jackson (1893-1993) | Samuel Jackson (1893-1993) | Samuel Jackson (1893-1993) |                            |                            | Crystal King (1907-1992)   | Crystal King (1907-1992)   | Crystal King (1907-1992) | Crystal King (1907-1992) | Crystal King (1907-1992) | Crystal King (1907-1992) |  |  | Prince Scruse (1907-1997) | Prince Scruse (1907-1997) | Prince Scruse (1907-1997) | Prince Scruse (1907-1997) | Prince Scruse (1907-1997) | Prince Scruse (1907-1997) |                         |                         | Martha Upshaw (1907-1990)   | Martha Upshaw (1907-1990)   | Martha Upshaw (1907-1990)   | Martha Upshaw (1907-1990)   | Martha Upshaw (1907-1990)   | Martha Upshaw (1907-1990)   |  |  |                             |                             |                             |                             |                             |                             |  |  |                      |                      |                      |                      |                      |                      |  |  |                      |                      |                      |                      |                      |                      |  |  |
|  |  |                       |                       |                       |                       |                       |                       |  |  |                       |                       |                       |                       |                       |                       |  |  |                          |                          |                          |                          |                          |                          |  |  | Samuel Jackson (1893-1993) | Samuel Jackson (1893-1993) | Samuel Jackson (1893-1993) | Samuel Jackson (1893-1993) | Samuel Jackson (1893-1993) | Samuel Jackson (1893-1993) |                            |                            | Crystal King (1907-1992)   | Crystal King (1907-1992)   | Crystal King (1907-1992) | Crystal King (1907-1992) | Crystal King (1907-1992) | Crystal King (1907-1992) |  |  | Prince Scruse (1907-1997) | Prince Scruse (1907-1997) | Prince Scruse (1907-1997) | Prince Scruse (1907-1997) | Prince Scruse (1907-1997) | Prince Scruse (1907-1997) |                         |                         | Martha Upshaw (1907-1990)   | Martha Upshaw (1907-1990)   | Martha Upshaw (1907-1990)   | Martha Upshaw (1907-1990)   | Martha Upshaw (1907-1990)   | Martha Upshaw (1907-1990)   |  |  |                             |                             |                             |                             |                             |                             |  |  |                      |                      |                      |                      |                      |                      |  |  |                      |                      |                      |                      |                      |                      |  |  |
|  |  |                       |                       |                       |                       |                       |                       |  |  |                       |                       |                       |                       |                       |                       |  |  |                          |                          |                          |                          |                          |                          |  |  |                            |                            |                            |                            |                            |                            |                            |                            |                            |                            |                          |                          |                          |                          |  |  |                           |                           |                           |                           |                           |                           |                         |                         |                             |                             |                             |                             |                             |                             |  |  |                             |                             |                             |                             |                             |                             |  |  |                      |                      |                      |                      |                      |                      |  |  |                      |                      |                      |                      |                      |                      |  |  |
|  |  |                       |                       |                       |                       |                       |                       |  |  |                       |                       |                       |                       |                       |                       |  |  |                          |                          |                          |                          |                          |                          |  |  |                            |                            |                            |                            | Joseph Jackson (1928-2018) | Joseph Jackson (1928-2018) | Joseph Jackson (1928-2018) | Joseph Jackson (1928-2018) | Joseph Jackson (1928-2018) | Joseph Jackson (1928-2018) |                          |                          |                          |                          |  |  |                           |                           |                           |                           | Katherine Scruse (1930)   | Katherine Scruse (1930)   | Katherine Scruse (1930) | Katherine Scruse (1930) | Katherine Scruse (1930)     | Katherine Scruse (1930)     |                             |                             |                             |                             |  |  |                             |                             |                             |                             |                             |                             |  |  |                      |                      |                      |                      |                      |                      |  |  |                      |                      |                      |                      |                      |                      |  |  |
|  |  |                       |                       |                       |                       |                       |                       |  |  |                       |                       |                       |                       |                       |                       |  |  |                          |                          |                          |                          |                          |                          |  |  |                            |                            |                            |                            | Joseph Jackson (1928-2018) | Joseph Jackson (1928-2018) | Joseph Jackson (1928-2018) | Joseph Jackson (1928-2018) | Joseph Jackson (1928-2018) | Joseph Jackson (1928-2018) |                          |                          |                          |                          |  |  |                           |                           |                           |                           | Katherine Scruse (1930)   | Katherine Scruse (1930)   | Katherine Scruse (1930) | Katherine Scruse (1930) | Katherine Scruse (1930)     | Katherine Scruse (1930)     |                             |                             |                             |                             |  |  |                             |                             |                             |                             |                             |                             |  |  |                      |                      |                      |                      |                      |                      |  |  |                      |                      |                      |                      |                      |                      |  |  |
|  |  |                       |                       |                       |                       |                       |                       |  |  |                       |                       |                       |                       |                       |                       |  |  |                          |                          |                          |                          |                          |                          |  |  |                            |                            |                            |                            |                            |                            |                            |                            |                            |                            |                          |                          |                          |                          |  |  |                           |                           |                           |                           |                           |                           |                         |                         |                             |                             |                             |                             |                             |                             |  |  |                             |                             |                             |                             |                             |                             |  |  |                      |                      |                      |                      |                      |                      |  |  |                      |                      |                      |                      |                      |                      |  |  |
|  |  |                       |                       |                       |                       |                       |                       |  |  |                       |                       |                       |                       |                       |                       |  |  |                          |                          |                          |                          |                          |                          |  |  |                            |                            |                            |                            |                            |                            |                            |                            |                            |                            |                          |                          |                          |                          |  |  |                           |                           |                           |                           |                           |                           |                         |                         |                             |                             |                             |                             |                             |                             |  |  |                             |                             |                             |                             |                             |                             |  |  |                      |                      |                      |                      |                      |                      |  |  |                      |                      |                      |                      |                      |                      |  |  |
|  |  | Rebbie Jackson (1950) | Rebbie Jackson (1950) | Rebbie Jackson (1950) | Rebbie Jackson (1950) | Rebbie Jackson (1950) | Rebbie Jackson (1950) |  |  | Jackie Jackson (1951) | Jackie Jackson (1951) | Jackie Jackson (1951) | Jackie Jackson (1951) | Jackie Jackson (1951) | Jackie Jackson (1951) |  |  | Tito Jackson (1953-2024) | Tito Jackson (1953-2024) | Tito Jackson (1953-2024) | Tito Jackson (1953-2024) | Tito Jackson (1953-2024) | Tito Jackson (1953-2024) |  |  | Jermaine Jackson (1954)    | Jermaine Jackson (1954)    | Jermaine Jackson (1954)    | Jermaine Jackson (1954)    | Jermaine Jackson (1954)    | Jermaine Jackson (1954)    |                            |                            | La Toya Jackson (1956)     | La Toya Jackson (1956)     | La Toya Jackson (1956)   | La Toya Jackson (1956)   | La Toya Jackson (1956)   | La Toya Jackson (1956)   |  |  | Marlon Jackson (1957)     | Marlon Jackson (1957)     | Marlon Jackson (1957)     | Marlon Jackson (1957)     | Marlon Jackson (1957)     | Marlon Jackson (1957)     |                         |                         | Brandon Jackson (1957-1957) | Brandon Jackson (1957-1957) | Brandon Jackson (1957-1957) | Brandon Jackson (1957-1957) | Brandon Jackson (1957-1957) | Brandon Jackson (1957-1957) |  |  | Michael Jackson (1958-2009) | Michael Jackson (1958-2009) | Michael Jackson (1958-2009) | Michael Jackson (1958-2009) | Michael Jackson (1958-2009) | Michael Jackson (1958-2009) |  |  | Randy Jackson (1961) | Randy Jackson (1961) | Randy Jackson (1961) | Randy Jackson (1961) | Randy Jackson (1961) | Randy Jackson (1961) |  |  | Janet Jackson (1966) | Janet Jackson (1966) | Janet Jackson (1966) | Janet Jackson (1966) | Janet Jackson (1966) | Janet Jackson (1966) |  |  |

Joe Jackson a plusieurs relations extra-conjugales, ce qui incite Katherine à demander le divorce le 9 mars 1973 mais elle revient ensuite sur sa décision. L'année suivante, Joe a un enfant avec Cheryl Terrell (1935-2007), Joh'Vonnie Jackson, née le 30 août 1974. Cela mène Joe et Cheryl à une relation cachée, tout en élevant leur fille Joh'Vonnie durant quelques années. Katherine tente encore une fois de divorcer de son mari en 1982, après une nouvelle relation extra-conjugale, mais est encore une fois persuadée d'abandonner l'action. Joe déménage ensuite à Las Vegas, en continuant cependant de vivre partiellement avec Katherine dans la maison de la famille Jackson d'Hayvenhurst à Encino, en Californie. Joe et Katherine se séparent officiellement en 2010.
Par ailleurs, un fils naît d'une autre relation extra-conjugale, que Joe n'a pas souhaité reconnaître comme étant le sien, prénommé Brandon Howard, né le 2 avril 1981 d'une relation avec la chanteuse Miki Howard. Ce fils n'a pas pu être reconnu officiellement par la justice comme étant son enfant naturel car les délais pour le faire étaient échus depuis longtemps. Des tests ADN ont cependant confirmé au tribunal sa paternité en 2011.